# 石黒美種
石黒 美種（いしぐろ よしたね、1907年2月1日 - 1990年5月13日）は、日本の電気工学者。徳島大学工学部名誉教授。東京帝国大学工学部卒業。徳島市立工芸青年学校初代校長。

## 経歴
徳島県出身。東京帝国大学工学部電気工学科卒業。
1929年、理化学研究所所員に就任。1940年、東京大学、助教授に就任。1950年に徳島大学工学部教授に就任。その後、徳島大学工学部学部長・徳島市立工芸青年学校校長などを歴任。その間に『電気工学実験』・『電気工学大意』・『プロセス制御実験』等、電気工学に関する多くの本を発表した。1977年勲二等瑞宝章受章。

## 著書
コロナ社
- 『電子工学』（1958年、共著・牛田富之）
- 『電子工学例題演習』（1959年、共著・牛田富之）
- 『標準電気工学講座』（1966年）

産業図書
- 『電気工学実験』（1960年）
- 『化学の電子技術』（1960年）
- 『電気工学大意』（1961年）
- 『原子核工学大意』（1962年）
- 『プロセス制御実験』（1962年）
- 『電気・電子工学実験』（共著・仁田工吉、1974年）

その他
- 『自然科学と基督教―科学的立場と正統的信仰との対決』（1951年、教文館）
- 『高電圧工学入門』（1959年、電気書院）
- 『受肉のキリスト』（1978年、新教出版社）